# بنات الميتم
بنات الميتم، (بالإنجليزية: Chiquititas) هو مسلسل أرجنتيني من إنتاج عام 1995. تمت دبلجته في مركز الزهرة وعرض لأول مرة على قناة سبيس تون في عام 2007 وعرض لأول مرة على قناة سبيس باور في عام 2008 بعنوان بنات الميتم.
أنتج المسلسل بعنوان Chiquititas وتعني حرفياً «فتيات صغيرات»، وعرف بالإنجليزية باسم «ملائكة صغار»، وهو مسلسل تيلينوفيلا موسيقي أرجنتيني، من إنتاج كريس مورينا. وقد لعبت دور البطولة فيه رومينا يان ابنة مورينا، وأوغستينا تشيري.
ركّز المسلسل على مجموعة من اليتيمات اللواتي يعشن في مزرعة معروفة باسم دار أيتام رينكون دي لوز. وقد تأثرت حياتهن وتغيّرت بتأثير من بيلين فراغا، وهي امرأة شابة طيبة القلب. تستكشف القصة تجاربهن
تستكشف القصة خبراتهن والدراما التي تنطوي عليها حياتهن كاكتشاف الحب الأول والخداع والحزن والشعور بالوحدة والصداقة كونهنّ يكوّنّ أسرةً واحدة. وله أكثر من 50 حلقه وفي الموسم الخامس، أعيد العرض بإعدادات جديدة وشخصيات جديدة وقصة جديدة. صدر تباعاً لهذه السلسلة العديد من المؤلفات الموسيقية والفيديوهات.
عرض المسلسل في 25 دولة. واستلهمت منه سلسلة تشيكيتياس البرازيلية والمكسيكية. عرضت السلسلة الأصلية بين عامي 1995 و2001، وهي نفس السنة التي عرض فيها الفيلم تشيكتيتاس: رينكون دي لوز.

## الأصوات
- منى مجذوب (ميلي)
- ماريا أسود (فيرو)
- أحمد الخطيب (جيمينا)
- محمد إبراهيم (جورجي)
- روميو الورشا (مارو)
- خالد مجذوب (سينيتا)
- روميو الورشا (لورا)
- رشا رزق (سول)
- زياد الرفاعي (مارتن)
- أمل عمران (بيلين)
- آمال سعد الدين (جينيت)
- فاطمة سعد (فالنتيا)
- محمد خرماشو (راميرو)
- ثراء دبسي (كارمن)
- هشام كفارنة (سافيريو)
- لورا أبو أسعد (كلارا)
- أيمن السالك
- رأفت بازو (بيغمي)
- حنان شقير
- نهال الخطيب (أرنستينا)
- قاسم ملحو (توبياس)
- بثينة شيا
- علي القاسم
- محمد حداقي
- منصور السلطي
- كمال البني
- زينة ظروف
- أنجي اليوسف
- عادل أبو حسون
- سويم عبد الغني
- رولا ورد
- محمود عثمان
- سامر شقير
- نضال حمادي
- مصطفى الخاني
- شادي الصفدي
- سعد لوستان
- مها عابد
- حنا يوسف
- فدوى سليمان
- فادي صبيح
- إيمان بلان
- واصف الحلبي
و
- مأمون الرفاعي

## وصلات خارجية
- بنات الميتم على موقع IMDb (الإنجليزية)
- بنات الميتم على موقع ميوزك برينز (الإنجليزية)
- بنات الميتم على موقع فيلمافينيتي (الإسبانية)
- بنات الميتم على موقع كينوبويسك (الروسية)
- بنات الميتم على موقع ألو سيني (الفرنسية)
- بنات الميتم على موقع قاعدة بيانات الفيلم (الإنجليزية)